# Říkovice
Říkovice (do 30. června 1996 Řikovice) jsou obec ležící v jihovýchodní části Olomouckého kraje, 8 km na jih od okresního města Přerova. Jižní okraj obce tvoří hranici Olomouckého a Zlínského kraje. Vesnice se nachází na území Hornomoravského úvalu. Okolo západní části Říkovic protéká řeka Moštěnka. Žije zde 457 obyvatel.
První historická zmínka o obci pochází z roku 1274. Historie Říkovic byla od počátku spojena s olomouckým biskupstvím, které vesnici přidělovalo jako léno vladyckým rodům. Nejdéle obci spravoval mezi roky 1476 až 1786 rod Říkovských z Dobrčic. Později ves a místní velkostatek vlastnili Ugartové a páni Chlumečtí. Mezi místní památky se řadí bývalý zámecký park s dochovaným rondelem a barokní socha Jana Nepomuckého.
V Říkovicích se nachází budova bývalého zámku a školy s přilehlým parkem, kostel sv. Anny, železniční stanice, sportovní areál s fotbalovým, tenisovým a multifunkčním hřištěm, obchod s potravinami, pošta, mateřská škola a hospoda. Katastrem obce prochází silnice č. 55, spojující Přerov a Hulín, 2. železniční koridor (Přerov–Břeclav) a od roku 2011 také dálnice D1.

## Název
Název má obec pravděpodobně odvozený od osobního jména zakladatele vsi. Mohlo se jednat o osobní jména Rik, Riko, Řik, Řík či Dobřík. Ves by tak v minulosti patřila například lidu Řikovu. Dle druhé teorie je slovo Říkovice odvozeno od blízké řeky Moštěnky. V tomto případě by se tedy jednalo o ves položenou u řeky či říky.
Název obce byl v minulosti zapisován v různých podobách. Na listině z roku 1274 je ves uváděna jako Richowicz. V letech 1328 potom Rykouicz, 1437 Rzikowicz, 1608 Ržykowicz, 1718 Ržykowitz, 1846 Řikowitz i Řykowice, 1872 Rzikowitz i Řikovice a po 1881 již pouze Řikovice. Definitivně je obec nazvána Říkovice s dlouhým í od 1. července 1996.

## Historie

### Nejstarší osídlení
Přestože na katastru obce doposud neproběhnul podrobnější a systematičtější archeologický průzkum, existují doklady o tom, že úrodné okolí Říkovic bylo lidmi obýváno již od pravěku. Na území obce byly v roce 2002 objeveny zlomky keramiky datované do neolitu a eneolitu. Dle nálezů se v katastru Říkovic patrně nacházela i sídliště kultury lužických popelnicových polí a slezské kultury z doby bronzové. Zajímavý je objev zlomků keramiky pražského typu pocházejícího z časně slovanského období, neboť podobných nálezů je na Přerovsku doposud jen velmi málo.
Na katastru Říkovic, severně od obce, v minulosti stávala dnes již zaniklá vesnice Tršaly. Ta je v pramenech zmíněna již v roce 1141. Ves však do roku 1464 zpustla a dnes ji připomíná pouze název polní trati na levém břehu řeky Moštěnky mezi Říkovicemi a Horní Moštěnicí.

### Lénem olomouckého biskupství
První písemná zmínka o obci pochází z roku 1274, kdy olomoucký biskup Bruno ze Schauenburku udělil Říkovice jako léno bratrům Jindřichovi a Gunterovi z Brandýsa. Olomoucké biskupství udělovalo Říkovice svým leníkům jako léna až do roku 1786. Nejdéle drželi obec páni z Dobrčic, kteří si po zakoupení Říkovic v roce 1476 brzy začali říkat Říkovští z Dobrčic.
Tento vladycký rod, který obec spravoval takřka tři sta let, nechal v Říkovicích patrně již někdy ve 2. polovině 15. století zbudovat opevněnou tvrz a rodový erb (ruka držící tři řemdichy) se stal podkladem pro novodobý znak obce. Olomoucký biskup Marek Khuen udělil roku 1554 vsi privilegium, díky níž směly Říkovice používat obecní pečeť a pečetit černým voskem. Na černé obecní pečeti byla vyobrazena zlatá skála a pod ní tekoucí řeka.
Katastrofu pro celé okolí znamenalo období třicetileté války. V roce 1643 v okolí řádili švédští vojáci generála Torstensona, který si na nedalekém kopci, dnes známém jako Švédské šance, zřídil svůj tábor. Toho léta byly Švédy vypleněny okolní vsi Žalkovice, Břest, Vlkoš, Stará Ves, Horní Moštěnice, Věžky, Čekyně, Dobrčice, Přestavlky a zkáza se tehdy nevyhnula ani nedalekým Říkovicím. Přesto se vesnici podařilo po pohromě rychle obnovit a zpustlé grunty byly znovu obsazeny.

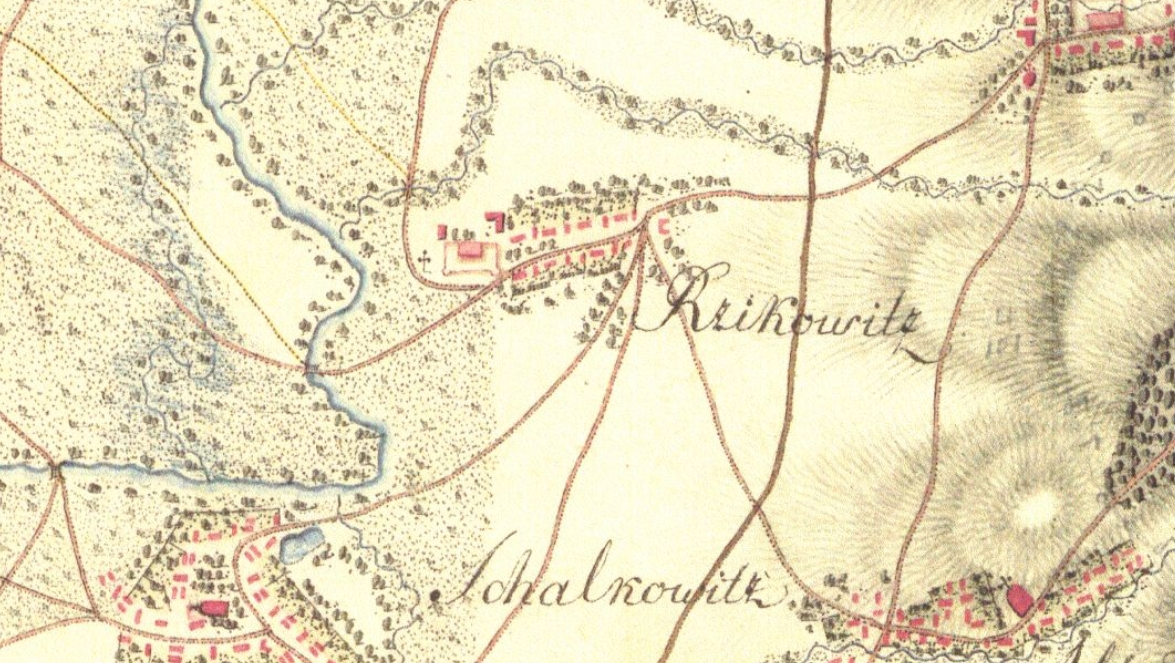
Říkovice a okolí na mapě z 60. let 18. století, výřez z listu prvního vojenského mapování

Z roku 1708 se dochoval záznam o obecní pečeti na níž byla zobrazena Panna Marie, písmena M a A, radlice a krojidlo. Bratři Jan Václav a Jan Vilém Říkovští dali na sever od obce v roce 1719 vybudovat pískovcovou sochu Jana Nepomuckého. O rok později nechali zpustlou říkovskou tvrz přebudovat na barokní zámek s přilehlým parkem. Vrchnost nechala v obci vystavět rovněž pivovar a v té době byla v Říkovicích připomínána také chmelnice. V moci Říkovských byla vesnice do roku 1787, kdy zemřel poslední mužský člen této linie rodu. Olomoucký arcibiskup Antonín Theodor Colloredo-Waldsee poté postoupil vesnici olomoucké kapitule. Říkovice spolu s Újezdcem pak v roce 1790 odkoupil hrabě španělského původu, Jan Václav Ugarte.

### 19. a 20. století
Ugartové nechali v roce 1820 zbořit chátrající barokní zámek a na jeho místě dali zbudovat zámek v empírovém stylu. Okolo obce od roku 1841 vedla železniční trať. Malá dopravní kancelář byla při dráze v Říkovicích vybudována v roce 1847, nádraží pak v roce 1878. V červnu 1850 shořela téměř celá vesnice a v plamenech tehdy zahynuly i tři říkovští obyvatelé. Říkovský velkostatek od Ugartů v roce 1854 odkoupili Petr, Jan, Viktor a Hugo, rytíři Chlumečtí. V roce 1855 byla ve vesnici vystavěna kaple sv. Anny. Další obrovský požár vesnici zpustošil v létě 1859. Při tehdejším požáru uhořely dvě dívky a vyhořelo 51 domů a 17 stodol. V roce 1875 nechal baron Chlumecký předělat místní pivovar na výnosnější sladovnu a o rok později byl ve vsi založen hřbitov. Cesty k okolním obcím byly budovány v 80. letech 19. století. Dvakrát vyhořelý zámek dali Chlumečtí v roce 1892 zrekonstruovat v historizujícím novoromantickém stylu. Roku 1896 pak Chlumečtí páni pronajali svá pole říkovským občanům.

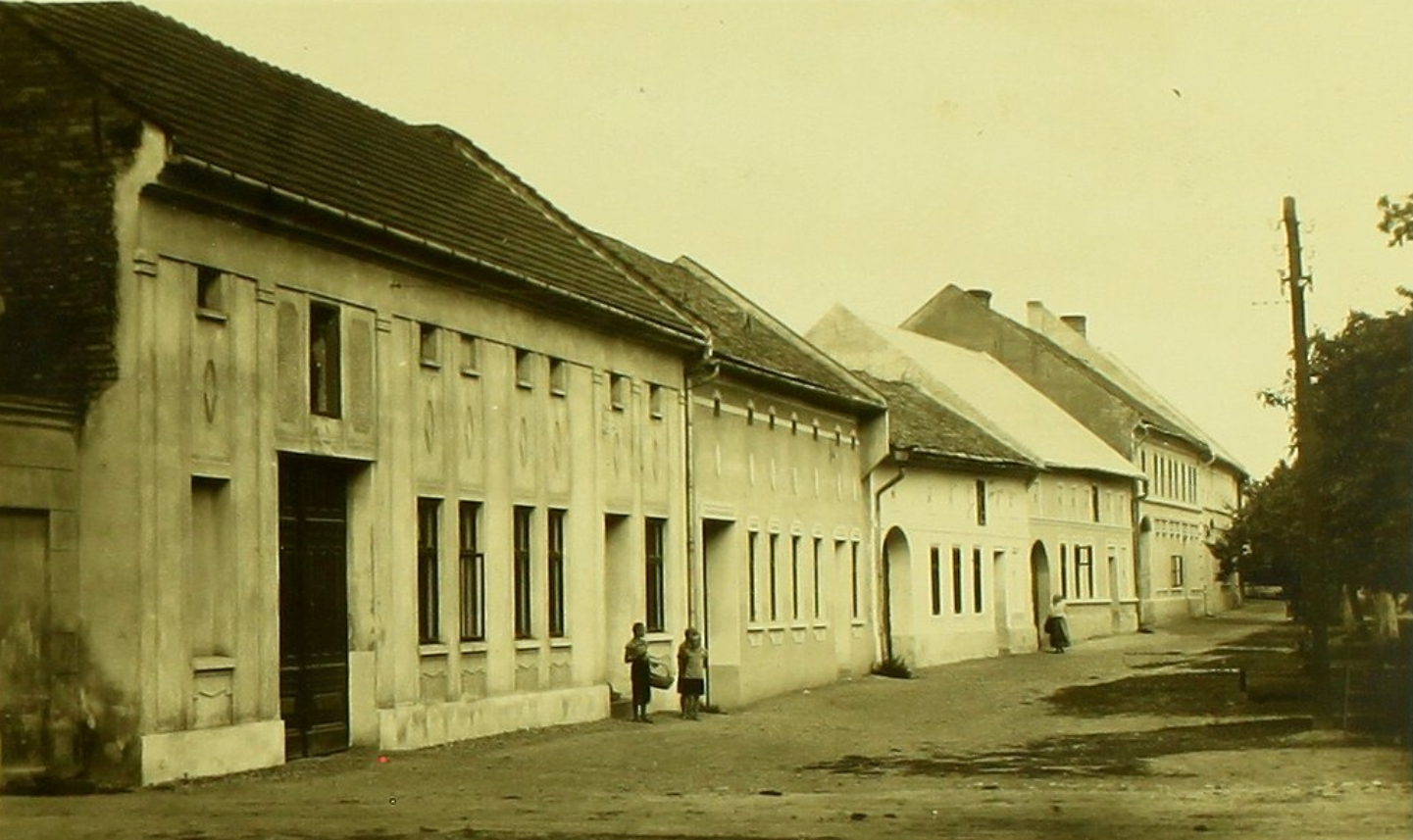
Severní strana návsi ve 20. letech 20. století

Na místě kaple sv. Anny byl v roce 1909 vystavěn stejnojmenný kostel a do šesti let stála v obci také fara. Z bojů první světové války se do Říkovic nevrátilo devět padlých. Čtyři roky po válce prodal baron Chlumecký obci zbytek půdy, sladovnu a také zámek s parkem. Odkoupené pozemky byly rozděleny mezi nájemce a zámek byl obcí v roce 1925 přestavěn na školu. Téhož roku došlo také k přemístění obecního hřbitova. Roku 1932 byla v obci dokončena kanalizace.
Období druhé světové války se obce z počátku dotklo zavedením přídělového lístkového systému. V roce 1942 byli na nucené práce do Říše nasazeny ročníky 1921 a 1922. Gestapo uvěznilo tři říkovské občany a jeden z nich byl umučen v koncentračním táboře. Partyzáni z nedalekých Hostýnských hor přestřihovali telefonní dráty okolo dráhy a v listopadu 1944 a lednu 1945 poškodily dráhu a projíždějící nákladní vlaky v blízkosti Říkovic nastražené nálože. Partyzáni v obci navíc v prosinci 1944 těžce postřelili německého vojáka. Neznámý žhář zde od podzimu 1943 do jara 1944 postupně zapálil pět stodol. Fronta se k Říkovicím přiblížila v dubnu 1945. Němečtí vojáci 26. dubna zabrali místní školu, kde ubytovali své vojáky. 1. května se po železnici do obce rozšířila nepravdivá zpráva o konci války. Brzy však do vsi dorazila velká kolona německých vojáků doprovázených též tzv. „Vlasovci“. Tyto jednotky pak večer vyrazily na sever, kde pomáhaly potlačit povstání v Přerově. 7. května umístila německá armáda v Říkovicích svá děla a pálila odtud směrem k Břestu, kde právě probíhala bitva s 1. československých armádním sborem. Téhož dne zadrželi Němci 41 říkovských občanů jako rukojmí na půdě nádražní budovy. Večer vyklidili poslední Němci vesnici a při ústupu k Vlkoši za sebou odpálili betonový most přes řeku Moštěnku. Rudá armáda obec osvobodila druhý den ráno, 8. května 1945.
Nový betonový most přes Moštěnku se podařilo postavit až v roce 1950. Tlak na založení JZD v obci sílil po roce 1952. Přes odpor většiny místních sedláků bylo družstvo v obci v roce 1956 skutečně založeno. Avšak již v roce 1972 bylo sloučeno do JZD Haná s centrem ve Vlkoši. Velkou kulturní událost přinesl rok 1974, kdy proběhly oslavy 700 let od první historické zmínky o Říkovicích. V rámci oslav byla slavnostně odhalena pamětní deska na rodném domě zdejšího významného rodáka, Metoděje Vlacha. Avšak Říkovice, spolu s dalšími okolními obcemi, byly v roce 1976 připojeny ke střediskové obci Horní Moštěnice. Další slučovací krok přišel v roce 1983, kdy byla v obci zrušena škola.
Po pádu komunismu v roce 1989 získaly Říkovice v roce 1990 samostatnost na střediskové obci Horní Moštěnice. Na počátku 90. let byl v obci vybudován vodovod a zavedena plynofikace. Došlo k rekonstrukcím kostela a budovy bývalé školy. Roku 1996 došlo k oficiální změně názvu vesnice na Říkovice s dlouhým í. Vesnici těžce poškodily katastrofální záplavy v roce 1997. V roce 2000 došlo k přesunutí sochy sv. Jana Nepomuckého do zastavěné části obce na místo bývalého hřbitova. Říkovice se v roce 2001 staly členem Mikroregionu Moštěnka. O rok později parlament schválil Říkovicím novodobý znak a prapor. V roce 2003 proběhla rekonstrukce zdejšího nádraží.

## Přírodní poměry

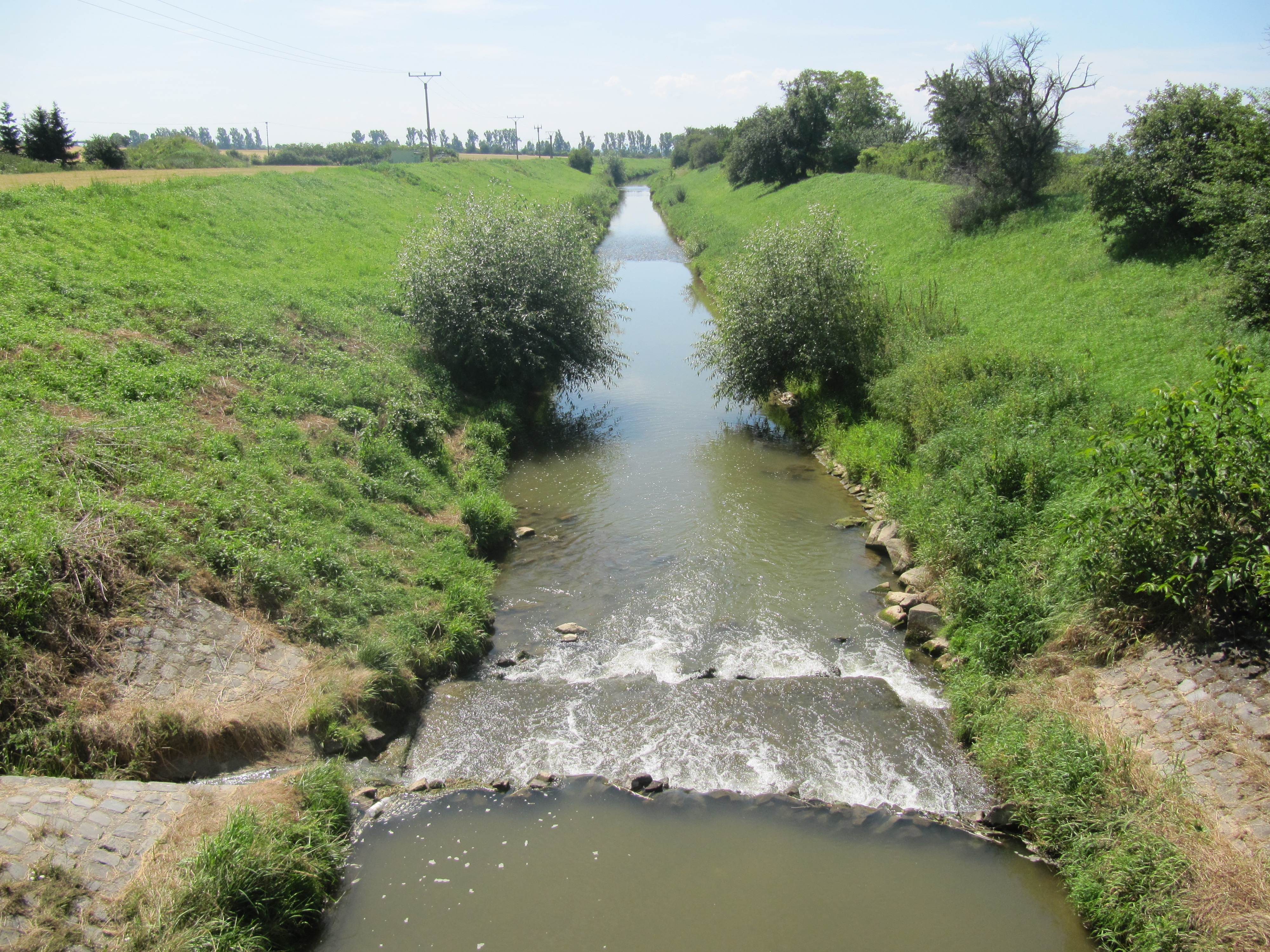
Řeka Moštěnka protékající okolo západního cípu Říkovic

Vesnice se nachází v nížině Hornomoravského úvalu v nadmořské výšce 204 m n. m. Její území se nachází v jihovýchodní části úvalu náležící do geomorgologického podcelku Holešovská plošina sousedící se západněji položenou oblastí Středomoravské nivy. Geologický podklad území tvoří neogenní a kvartérní sedimenty. Při prehistorickém vrásnění, poté, co došlo k oddělení České vysočiny a Karpat, byla celá oblast na jeden milion let zalita mořem. To vedlo k usazování jílovitého a pískovitého materiálu. Půda v okolí je téměř výhradně úrodná černozem sloužící jako orná půda. Okolo západního cípu obce protéká ze severu na jih řeka Moštěnka.

### Klimatické podmínky
Podnebí v oblasti je charakterizováno dlouhým, teplým a suchým létem, velmi krátkým přechodným obdobím s teplým až mírně
teplým jarem a podzimem a krátkou, mírně teplou, suchou až velmi suchou zimou s velmi krátkým trváním sněhové pokrývky.

## Kultura
Říkovští obyvatelé před rokem 1877 docházeli na mše do kostela v Horní Moštěnici. Poté byly Říkovice přefařeny do bližších Žalkovic. V obci byla kaple sv. Anny vybudována v roce 1855. Po třiceti letech prošla rekonstrukcí a v roce 1909 byla přestavěna na kostel. V roce 1915 byla v obci vybudována fara a zřízena samostatná farnost. Dnes jsou Říkovice spravovány jako farnost spolu s Vlkošem a Bochořem.
Vzdělanost místních v minulosti podporoval čtenářský spolek Svornosť, který byl v obci založen v roce 1883. První jednotřídní škola byla v Říkovicích postavena v roce 1892. Pro stále se zvyšující počet žáků byla po sedmnácti letech rozšířena na dvojtřídku. Škola, umístěná v budově přestavěného zámku, v obci fungovala do roku 1983. Od té doby dojíždějí děti do základních škol v Horní Moštěnici či Staré Vsi.
Hasičský sbor byl v Říkovicích, které v minulosti vícekrát zcela zpustošily ničivé požáry, založen v roce 1897. Tělovýchovná jednota Sokol zde vznikla v roce 1919. V roce 1957 byl zřízen fotbalový oddíl TJ Sokol Říkovice.
V současnosti zajišťují kulturní dění v obci Sbor dobrovolných hasičů, fotbalový oddíl SK Říkovice, myslivecké sdružení Olšina, tenisový klub a volejbalový oddíl.

### Pamětihodnosti

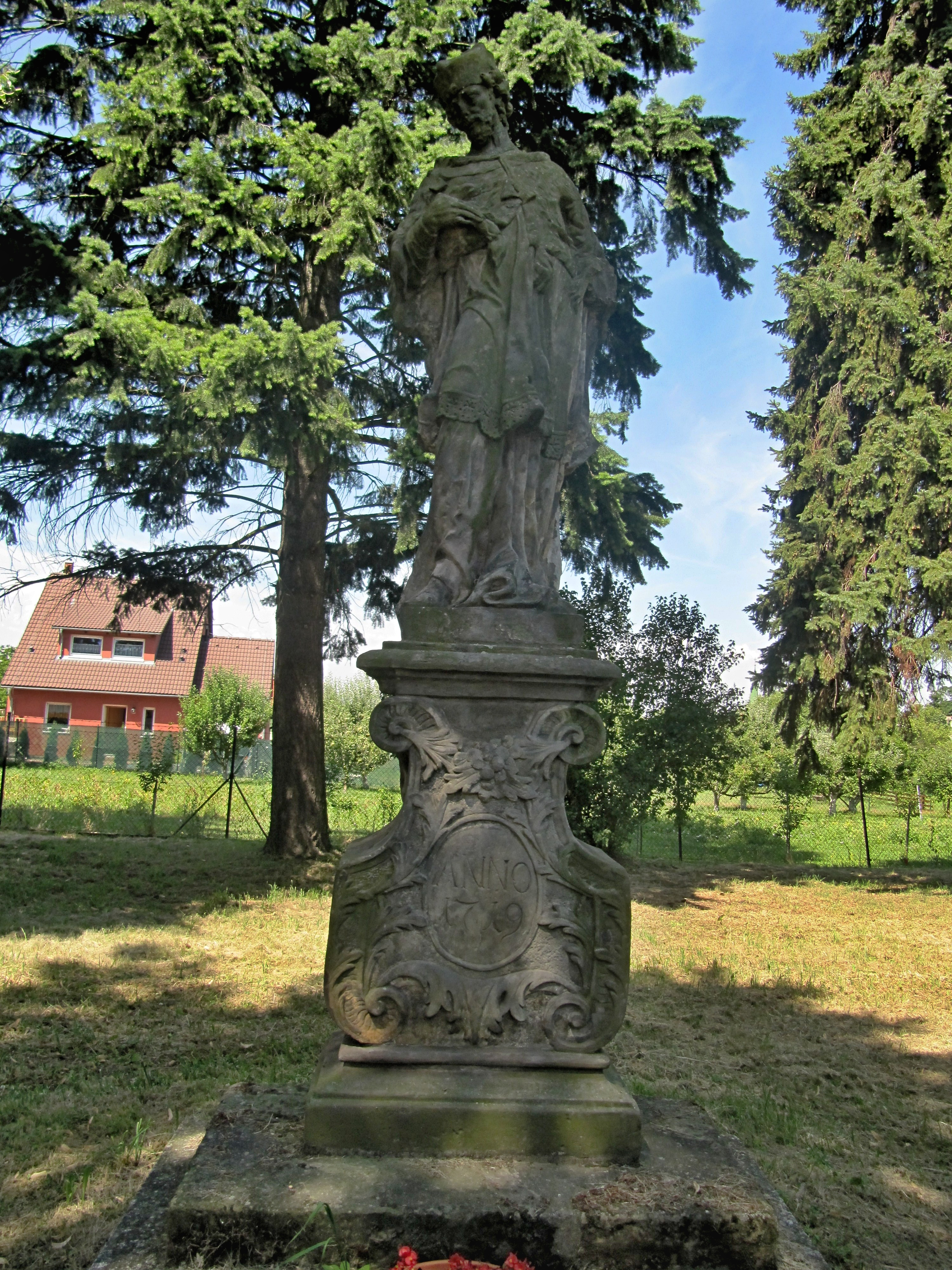
Nejstarší památka Říkovic – socha svatého Jana Nepomuckého z roku 1719

- Socha sv. Jana Nepomuckého z roku 1719
- barokní zámek s přiléhající zámeckou zahradou a zahradním rondelem z roku 1720[p 4]
- kostel sv. Anny z roku 1909
- pomník na památku padlých vojáků z první světové války a 80. narozenin prezidenta Tomáše Garrigua Masaryka z roku 1930

## Demografie
Nejvíce obyvatel měla vesnice před druhou světovou válkou (590 při sčítání lidu v roce 1930). V obci nebyla zastoupena německá menšina, a proto nebyl úbytek po válce způsoben odsunem, nýbrž nízkou porodností během války i krátce po ní a odchodem některých rodin do pohraničí, které bylo znovu dosídlováno po odsunutých Němcích.
Na počátku roku 2014 bylo v Říkovicích evidováno 481 obyvatel. Z toho 238 mužů s průměrným věkem lehce přes 40 a 243 žen s průměrným věkem necelých 43 let.
| Rok            | 1794 | 1815 | 1834 | 1850 | 1890 | 1900 | 1910 | 1921 | 1930 | 1950 | 1961 | 1970 | 1980 | 1991 | 1995 | 2001 | 2006 | 2014 | 2019 |
| Počet obyvatel | 345  | 230  | 387  | 366  | 422  | 455  | 551  | 522  | 590  | 500  | 517  | 533  | 509  | 453  | 466  | 455  | 446  | 481  | 472  |

## Nejvýznamnější rodáci
- Metoděj Vlach (1887–1952), cestovatel, konstruktér. První Čech, který létal s letadlem vlastní konstrukce vyrobeném z domácích materiálů.
- Vilém Hrubý (1912–1985), významný archeolog. Objevil ve Starém Městě u Uherského Hradiště velkomoravské hradiště o rozloze 512 hektarů.
- František Šťuřík (1895–1968), gymnasijní profesor, překladatel, helenista. Proslul jako znalec klasické i nové řečtiny, který do češtiny přeložil několik řeckých knih.
- Josef Dostál (1898–1977), učitel, vlastivědný pracovník a regionální historik
- Miroslav Zavřel (1932), učitel, poslanec Sněmovny lidu Federálního shromáždění

## Doprava

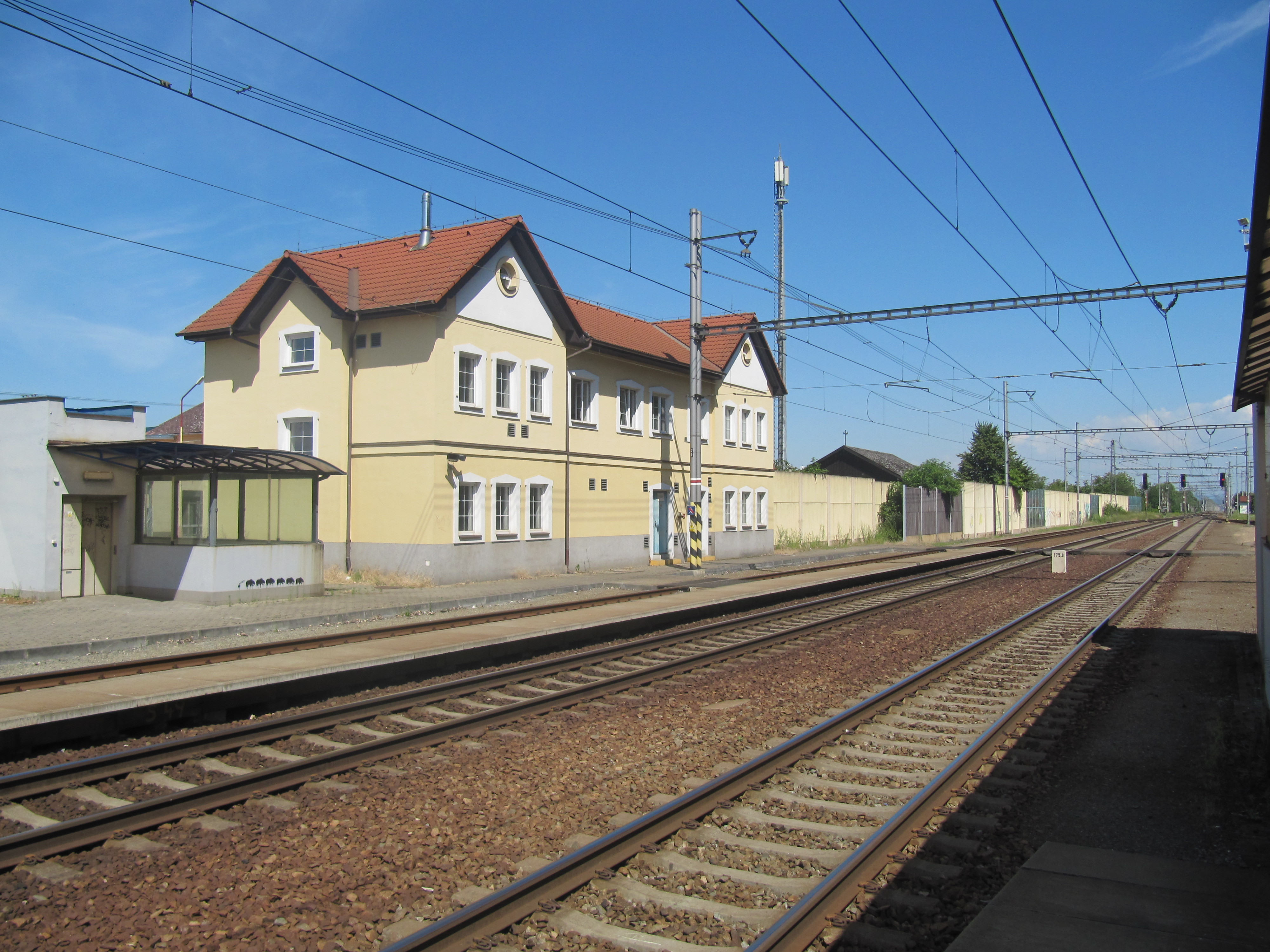
Železniční stanice v roce 2013

Rozvoji Říkovic pomohl fakt, že tudy od roku 1841 byla vedena železniční trať spojující Vídeň s Krakovem. Dopravní kancelář byla v obci vybudována v roce 1847, zdejší nádraží pak v roce 1878. Pošta byla v Říkovicích zřízena roku 1879. Telegraf byl na poště zaveden v roce 1907. Infrastruktura obce se dále vylepšila v 80. letech 19. století, kdy byly mezi lety 1880 až 1883 vybudovány silnice spojující Říkovice s okolními vesnicemi Starou Vsí, Kanovskem a Žalkovicemi.
V současnosti obcí prochází 2. železniční koridor spojující Přerov s Břeclaví. V roce 2003 došlo k rekonstrukci zdejšího vlakového nádraží, k vybudování podchodu pro cestující a protihlukových stěn.
Územím obce prochází od července 2011 úsek dálnice D1. Dále pak silnice I/55 v úseku Přerov–Hulín, silnice II/490 v úseku Říkovice–Holešov a silnice III. třídy do Žalkovic (III/43212) a Vlkoše (III/4348).

## Obecní správa a politika

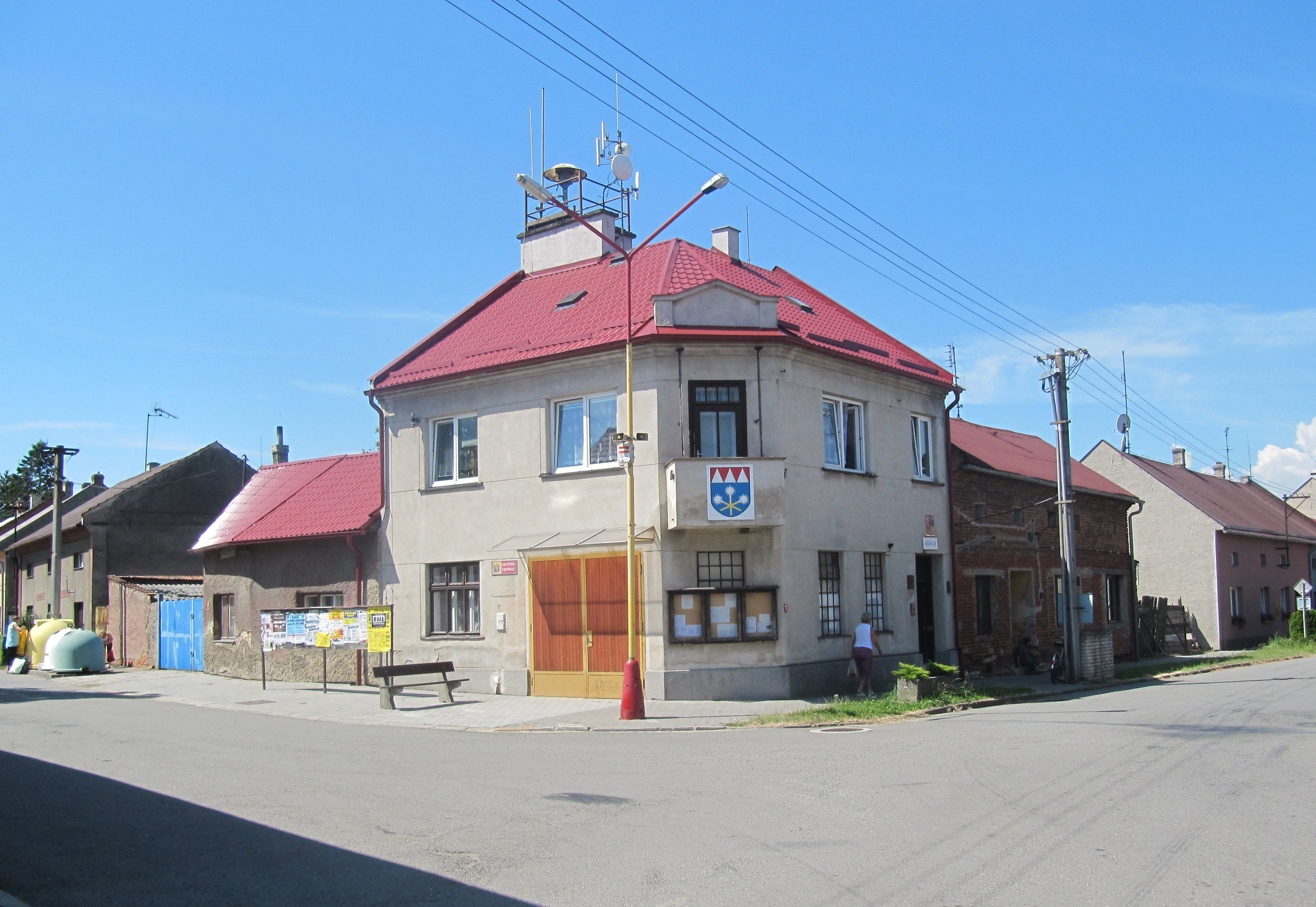
Obecní úřad v Říkovicích

Po roce 1850 byly Říkovice součástí politického okresu Kroměříž a soudního okresu Přerov. Do politického okresu Přerov patřila obec od roku 1877. Od roku 2000 jsou Říkovice součástí Olomouckého kraje.
Říkovice spolu s dalšími dvaceti obcemi založili v roce 2001 dobrovolný svazek obcí známý jako Mikroregion Moštěnka.

### Volby
V posledních předčasných volbách do Poslanecké sněmovny, které se uskutečnily v říjnu 2013, přišlo z 392 oprávněných voličů volit 228 (58,16 %). Vítězná ČSSD zde získala 23,55 %, ANO 2011 19,55 %, KSČM 18,22 %, Lidovci 11,55 %, Úsvit přímé demokracie Tomia Okamury 10,66 % hlasů a TOP 09 6,22 % hlasů.
Ve volbách do Evropského parlamentu v květnu 2014 přišlo v obci volit pouhých 69 z 390 voličů (17,69 %). ANO 2011 obdrželo v obci 17,91 %, ČSSD 16,41 %, TOP 09 a KDU-ČSL shodně 13,43 %, Komunisté 10,44% a Pirátská strana 7,46 %.
Při volbě prezidenta v roce 2013 byla účast v prvním kole v Říkovicích 63,25 % a ve druhém 62,18 %. Vítěz voleb Miloš Zeman zde v prvním kole získal 32,08 % a ve druhém kole, kdy byl jeho soupeřem Karel Schwarzenberg, pak 76,66 % hlasů.